# Musorgskij (film)
Musorgskij (Мусоргский) è un film del 1950 diretto da Grigorij L'vovič Rošal'.